# Sortová
Sortová è un comune (corregimiento) della Repubblica di Panama situato nel distretto di Bugaba, provincia di Chiriquí. Si estende su una superficie di 33 km² e conta una popolazione di 2.440 abitanti (censimento 2010).  